# Supercoppa russa 2010 (pallavolo maschile)
La Supercoppa russa di pallavolo maschile 2010 si è svolta il 23 ottobre 2010: al torneo hanno partecipato due squadre di club russe e la vittoria finale è andata per la prima volta al Volejbol'nyj klub Zenit-Kazan'.

## Regolamento
Le squadre hanno disputato una gara unica.

## Squadre partecipanti
| Squadra             | Qualificazione                                    | Ultima partecipazione |
| ------------------- | ------------------------------------------------- | --------------------- |
| Lokomotiv-Belogor'e | Finalista in Superliga 2009-10                    | Debutto               |
| Zenit-Kazan         | Vincitrice Superliga 2009-10/Coppa di Russia 2009 | Supercoppa russa 2009 |

## Torneo
| 23 ottobre 2010 Basket-Choll, Kazan' Durata: 1h:09 - Spettatori: 4 117 | Zenit-Kazan | 3 - 0 | Lokomotiv-Belogor'e | 25-23, 25-18, 25-16 |